# Bithoracochaeta plumata
Bithoracochaeta plumata är en tvåvingeart som beskrevs av Albuquerque 1955. Bithoracochaeta plumata ingår i släktet Bithoracochaeta och familjen husflugor. Inga underarter finns listade i Catalogue of Life.